# (844) Leontina
Pour les articles homonymes, voir Leontina.
(844) Leontina est un astéroïde de la ceinture principale découvert le 1er octobre 1916 à Vienne par l'astronome Joseph Rheden.
Sa désignation provisoire était 1916 AP.